# Fu Yuanhui

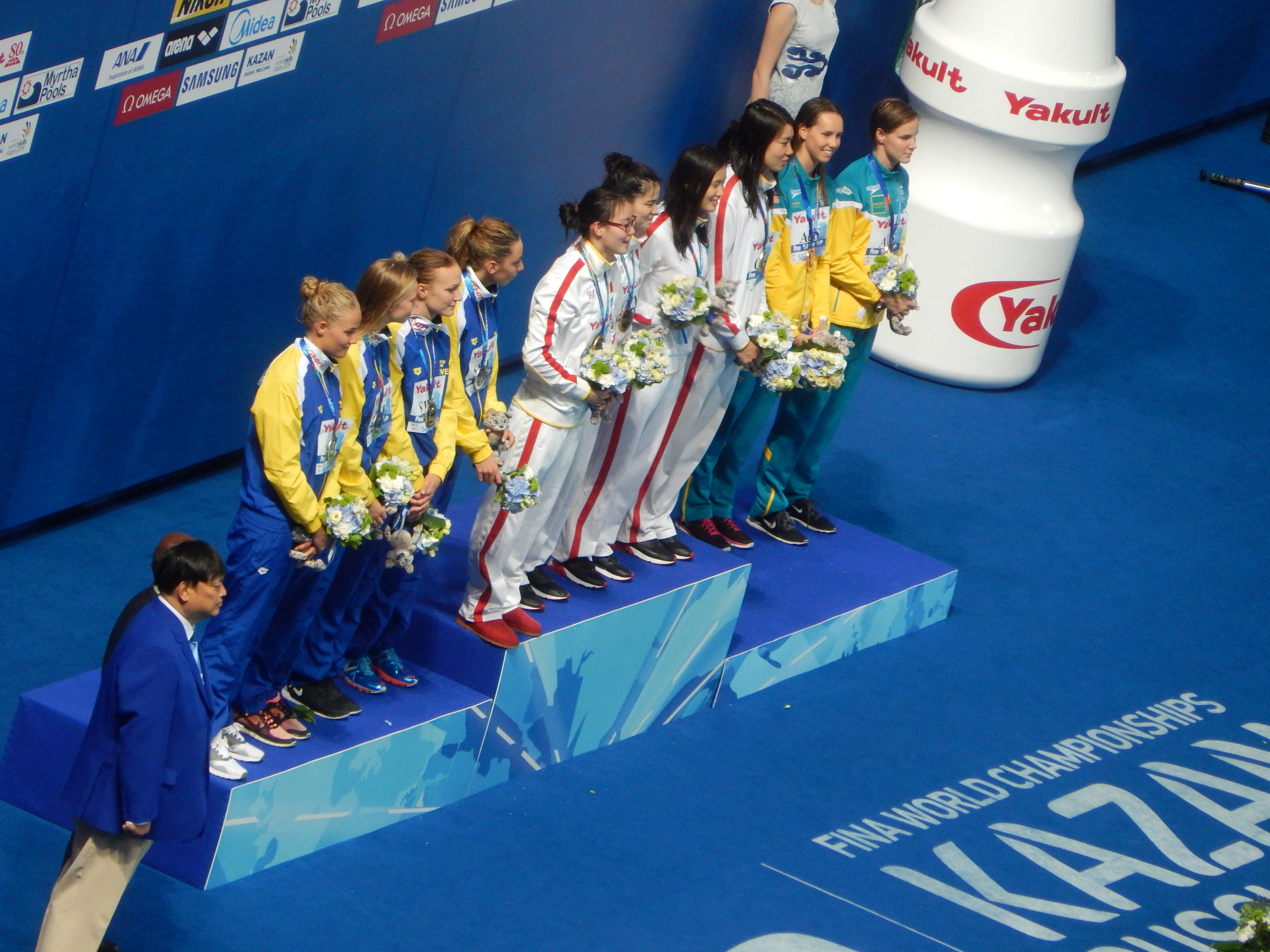
Fu Yuanhui (à esquerda) no degrau mais alto do pódio, durante a cerimônia de premiação do revezamento 4x100 metros medley, em 2015.

Fu Yuanhui (chinês: 傅园慧, pinyin: Fù Yuánhuì; Hancheu, 7 de janeiro de 1996) é uma nadadora chinesa, especialista em nado costas.

## Carreira
Nos Jogos Olímpicos de Verão de 2012 em Londres, competiu nos 100 metros costas feminino, alcançando a oitava posição e conquistou a medalha de ouro no Campeonato Mundial de Esportes Aquáticos nesta mesma prova em 2015 e ajudou a China vencer os 4x100 metros medley.
Na Olimpíada do Rio de Janeiro, em 2016, Fu ganhou a medalha de bronze nos 100 metros costas, que dividiu com Kylie Masse, do Canadá. Alguns dias depois, após seu mal desempenho no revezamento 4x100 metros medley, confessou ao vivo a uma entrevista que ela estava no seu período fértil; muitos elogiaram sua decisão de falar da menstruação, sendo considerada tabu no esporte.

## Recordes pessoais (piscina longa)
- Atualizado até 9 de agosto de 2016

| Evento            | Tempo   | Competição                            | Data                  | Nota(s) |
| ----------------- | ------- | ------------------------------------- | --------------------- | ------- |
| 50 metros costas  | 27.11   | Campeonato Mundial de Natação de 2015 | 6 de agosto de 2015   |         |
| 100 metros costas | 58.76   | Jogos Olímpicos de Verão de 2016      | 8 de agosto de 2016   | NR      |
| 200 metros costas | 2.08.84 | BHP Super Series 2015                 | 30 de janeiro de 2015 |         |